# Górgidas
Górgidas (em grego clássico: Γοργίδας , ) foi um nobre e militar tebano companheiro do general Epaminondas e comandante do Batalhão Sagrado de Tebas, uma unidade de elite formada por 150 casais de soldados homossexuais. Cada casal era composto por um homem adulto e um outro mais jovem. O mais velho era chamado heniochoi (condutor) e instruía o mais jovem, chamado paraibatai (colega).
Depois da reconquista de Tebas, ocupada em 379 a.C. por uma guarnição espartana, e da morte de Arquias e Leontíades, Epaminondas e Górgidas uniram-se a Pelópidas e introduziram-no à assembleia tebana, aonde incitou os tebanos a lutarem pela liberdade de sua cidade.
Em 378 a. C., Górgidas e Pelópidas foram nomeados beotarcas e decidiram fazer um pacto com Esfodrias, governador de Esparta que o rei espartano Cleómbroto tinha deixado em Tespias para conseguir que Esparta invadisse Ática, de modo a provocar o confronto entre Atenas e Esparta.
Segundo Plutarco, Górgidas teve um sonho em que um fantasma o exortou a sacrificar uma virgem ruiva se quisesse ser vitorioso na batalha do dia seguinte. 